# بينديكت سالير
بينديكت سالير (بالألمانية: Benedikt Saller)‏ (22 سبتمبر 1992 بميونخ في ألمانيا - ) هو لاعب كرة قدم ألماني في مركز الدفاع. شارك مع منتخب ألمانيا لكرة القدم تحت 18 سنة. أما مع النوادي، فقد لعب مع ماينتس 05.

## روابط خارجية
- بينديكت سالير على موقع قاعدة بيانات كرة القدم.إي يو (الإنجليزية)
- بينديكت سالير على موقع بيانات كرة القدم. دي إي (الألمانية)
- بينديكت سالير على موقع Soccerway.com (الإنجليزية)
- بينديكت سالير على موقع عالم كرة القدم.نت (الإنجليزية)
- بينديكت سالير على موقع AS.com (الإسبانية)